# テイオ・ゲイガンハート
テイオ・ゲイガンハート（Tao Geoghegan Hart、1995年3月30日 - ）はイギリス、ロンドン東部ハックニー区出身の自転車競技選手。英語での発音は[ˌteɪoʊ ɡeɪɡən hɑːt] ( 音声ファイル)。かつては綴りをそのまま読んで「タオ・ゲオゲガンハート」とも表記された。

## 経歴

### 2010
- イギリス自転車連盟のオリンピック開発プログラムに参加。

### 2013
- パリ～ルーベ・ジュニア（英語版）の3位入賞等の活躍で注目を集める。[3]
- ジロ・デッラ・ルニジャーナ（英語版）では全てのリーダージャージ(総合優勝、ポイント賞、山岳賞)を獲得。[4]

### 2014
- アクセル・メルクス率いるコンチネンタルチーム Bissell Development Team（英語版）に加入しプロデビュー。
- リエージュ-バストーニュ-リエージュU23（英語版）で3位。
- 5月のツアー・オブ・カリフォルニアでHCクラスのレースに初出場。
- 9月のツアー・オブ・ブリテンで総合15位。

### 2015
- リエージュ-バストーニュ-リエージュU23で前年に続き3位。
- ツアー・オブ・ギラ（英語版）で総合8位。
- ツアー・オブ・カリフォルニアで総合13位。
- 7月29日にチームスカイとスタジエール(研修生)として契約。[5]
- USA・プロ・サイクリング・チャレンジで総合7位に入り、新人賞獲得。[6]
- ジャパンカップサイクルロードレースで28位。

### 2016
- Axeon Hagens Berman（英語版）に所属し、U23カテゴリのレースを中心に活動。
- 8月、翌シーズンからの契約をチームスカイと締結。[7]

### 2017
- チームスカイに正式加入。
- アブダビ・ツアーでUWTクラスのレースに初出場。

### 2018
- ブエルタ・ア・エスパーニャでグランツールデビュー。[8]

### 2019
- ツアー・オブ・ジ・アルプス 第1ステージでプロ初勝利[9]。 (チームタイムトライアルを除く)

### 2020
- 初出場のジロ・デ・イタリアで区間２勝し、総合優勝を飾る

## 主な戦績

### 2018年
- クリテリウム・デュ・ドフィネ　区間優勝（第3ステージ・チームタイムトライアル）
- ツアー・オブ・カリフォルニア 総合5位
- ブエルタ・ア・ブルゴス 総合5位

### 2019年
- ツアー・オブ・ジ・アルプス　区間優勝（第1,4ステージ）

### 2020年
- ジロ・デ・イタリア  総合優勝、 ヤングライダー賞 (第15,20ステージ優勝)

### 2023年
- ボルタ・ア・ラ・コムニタ・バレンシアナ 区間優勝（第4ステージ）
- ツアー・オブ・ジ・アルプス  総合優勝、 ポイント賞（第1，2ステージ優勝）

### グランツールの総合成績
| グランツール               | 2017 | 2018 | 2019 | 2020 | 2021 | 2022 | 2023 | 2024 |
| -------------------------- | ---- | ---- | ---- | ---- | ---- | ---- | ---- | ---- |
| ジロ・デ・イタリア         | －   | －   | －   | 1    | －   | －   | DNF  | －   |
| ツール・ド・フランス       | －   | －   | －   | －   | 60   | －   | －   |      |
| ブエルタ・ア・エスパーニャ | －   | 62   | 20   | －   | －   | 19   | －   |      |